# Lisa Marangon
Lisa Marangon (* 12. Juni 1980 in Sydney) ist eine australische Triathletin.

## Werdegang
2003 konnte sie sich erstmals für einen Startplatz bei der Ironman World Championship auf Hawaii qualifizieren und sie wurde Zweite in der Altersklasse 18–24 Jahre.

### Profi-Triathletin seit 2004
Lisa Marangon startete seit 2004 als Profi-Triathletin. 
2009 wurde sie Siebte bei der Triathlon-Weltmeisterschaft auf der Langdistanz. In Lake Placid wurde sie im Juli 2010 Dritte beim Ironman USA (3,86 km Schwimmen, 180,2 km Radfahren und 42,195 km Laufen). Lisa Marangon wurde trainiert von Xavier Coppock.

### Dopingsperre 2016
Im Januar 2016 wurde sie bei einer Dopingkontrolle nach der Challenge Melbourne positiv auf das zum Muskelaufbau verwendbare Steroid Ostasien getestet und von der Australian Sports Anti-Doping Authority (ASADA) für vier Jahre gesperrt. Marangon wies alle Schuld von sich und sagte, sie sei Opfer eines Sabotageaktes geworden. Im Anschluss erklärte die damals 36-Jährige ihren Rücktritt vom Profisport.
Im September 2023 wurde die 43-Jährige Zweite im Ironman 70.3 Western Sydney.
Lisa Marangon lebt mit ihrem Sohn  in Sydney.

## Sportliche Erfolge
| Datum/Jahr    | Rang | Wettbewerb                        | Austragungsort | Zeit     | Bemerkung                               |
| ------------- | ---- | --------------------------------- | -------------- | -------- | --------------------------------------- |
| Sep. 2023     | 2    | Ironman 70.3 Western Sydney       | Penrith City   | 04:27:02 |                                         |
| 31. Jan. 2016 | 5    | Challenge Melbourne               | Melbourne      |          |                                         |
| 29. Nov. 2015 | 6    | Ironman 70.3 Western Sydney       | Penrith City   | 04:29:21 |                                         |
| 1. Feb. 2015  | 3    | Challenge Melbourne               | Melbourne      | 04:32:47 |                                         |
| 30. Nov. 2014 | 3    | Ironman 70.3 Western Sydney       | Penrith City   | 04:25:49 | bei der Erstaustragung                  |
| 9. Nov. 2014  | 2    | Challenge Forster                 | Forster        | 04:26:02 | Zweite hinter der Britin Liz Blatchford |
| 19. Okt. 2014 | 3    | Ironman 70.3 Port Macquarie       | Port Macquarie | 04:39:21 |                                         |
| 24. Aug. 2014 | 7    | Challenge Gold Coast              | Gold Coast     | 03:02:55 | auf der Halbdistanz                     |
| 15. März 2014 | 3    | Abu Dhabi International Triathlon | Abu Dhabi      | 03:46:49 | auf der Kurzdistanz                     |
| 9. Feb. 2014  | 3    | Ironman 70.3 Geelong              | Geelong        | 04:50:15 |                                         |
| 17. Nov. 2013 | 3    | Ironman 70.3 Shepparton           | Shepparton     |          |                                         |
| 20. Okt. 2013 | 1    | Ironman 70.3 Port Macquarie       | Port Macquarie | 04:30:49 |                                         |
| 18. Aug. 2013 | 2    | Ironman 70.3 Yeppoon              | Yeppoon        | 04:29:35 |                                         |
| 11. Mai 2013  | 5    | Ironman 70.3 Busselton            | Busselton      | 04:27:30 |                                         |
| 4. Nov. 2012  | 8    | Noosa Triathlon                   | Noosa          | 02:05:09 |                                         |
| 19. Aug. 2012 | 1    | Ironman 70.3 Yeppoon              | Yeppoon        | 04:17:27 |                                         |
| 24. Juni 2012 | 5    | 5150 New Orleans                  | New Orleans    | 02:18:32 | [ 4 ]                                   |
| 5. Mai 2012   | 3    | Ironman 70.3 Busselton            | Busselton      | 04:24:46 |                                         |
| 11. Dez. 2011 | 1    | Ironman 70.3 Canberra             | Canberra       | 04:24:41 | Siegerin bei der Erstaustragung         |
| 30. Okt. 2011 | 8    | Noosa Triathlon                   | Noosa          | 02:09:30 | [ 6 ]                                   |
| 14. Aug. 2011 | 2    | Ironman 70.3 Yeppoon              | Yeppoon        | 04:28:21 | Zweite bei der Erstaustragung           |
| 27. März 2011 | 37   | ITU Triathlon World Cup           | Mooloolaba     | 02:11:40 |                                         |
| 12. Dez. 2010 | 2    | Canberra Half Ironman Triathlon   | Canberra       | 04:03:01 | [ 8 ]                                   |
| 16. Aug. 2010 | 3    | Capricorn Resort Half Ironman     | Yeppoon        | 04:33:27 | [ 9 ]                                   |
| 5. Mai 2010   | 1    | Busselton Half Ironman            | Busselton      | 04:21:45 | [ 10 ]                                  |
| 3. Feb. 2010  | 3    | Ironman 70.3 Geelong              | Geelong        | 04:19:49 | [ 11 ]                                  |
| 13. Dez. 2009 | 2    | Canberra Half Ironman Triathlon   | Canberra       | 04:34:09 | [ 12 ]                                  |
| Nov. 2009     | 1    | Scody Half Ironman Triathlon      | Port Macquarie | 04:31:55 | [ 13 ]                                  |
| 16. Aug. 2009 | 1    | Capricorn Resort Half Ironman     | Yeppoon        | 04:35:11 | vor der Zweitplatzierten Nicole Ward    |
| 5. Mai 2007   | 1    | Busselton Half Ironman            | Busselton      | 04:15:09 |                                         |
| 2006          | 2    | Ironman 70.3 Australia            | Port Macquarie | 04:36:26 | [ 14 ]                                  |

| Datum/Jahr    | Rang | Wettbewerb                                      | Austragungsort | Zeit     | Bemerkung |
| ------------- | ---- | ----------------------------------------------- | -------------- | -------- | --- |
| 9. Okt. 2010  | 27   | Ironman Hawaii                                  | Hawaii         | 10:12:32 | |
| 25. Juli 2010 | 3    | Ironman USA                                     | Lake Placid    | 09:51:31 | |
| 13. März 2010 | 13   | Abu Dhabi International Triathlon               | Abu Dhabi      |          | 3 km Schwimmen, 200 km Radfahren und 20 km Laufen                                                                                   |
| 25. Okt. 2009 | 7    | ITU Long Distance Triathlon World Championships | Perth          | 04:30:37 | Triathlon-Weltmeisterschaft |
| 2. Dez. 2007  |      | Ironman Western Australia                       | Busselton      | 09:39:03 | |
| 2. Dez. 2006  | 9    | Ironman Western Australia                       | Busselton      | 09:35:16 | persönliche Bestzeit auf der Ironman-Distanz                                                                                        |
| 20. März 2006 | 14   | Ironman Australia                               | Forster        | 10:26:19 | |
| 27. Nov. 2005 | 7    | Ironman Western Australia                       | Busselton      | 10:26:04 | |
| 28. Aug. 2005 | 4    | Ironman Korea                                   | Seogwipo       | 10:48:37 | Dritte in der Profiklasse |
| 3. Apr. 2005  |      | Ironman Australia                               | Forster        | 11:38:00 | |
| 16. Okt. 2004 |      | Ironman Hawaii                                  | Hawaii         | 11:03:41 | Dritte in der Altersklasse 18–24 |
| 4. Apr. 2004  |      | Ironman Australia                               | Forster        | 10:04:18 | Siegerin in der Altersklasse 18–24                                                                                                  |
| 18. Okt. 2003 |      | Ironman Hawaii                                  | Hawaii         | 10:44:33 | Zweite in der Altersklasse 18–24 |
| 6. Apr. 2003  |      | Ironman Australia                               | Forster        | 10:45:22 | Siegerin in der Altersklasse 18–24 und damit qualifiziert für einen Startplatz bei den Ironman World Championships (Ironman Hawaii) |

(DNF – Did Not Finish)